# 星空下的仁醫
《星空下的仁醫》（英語：Kids' Lives Matter），前名《兒科醫生》、《兒童醫院》，為香港電視廣播有限公司拍攝製作的時裝醫務電視劇，由鄭嘉穎、馬國明、鍾嘉欣、周家怡、羅子溢、龔慈恩、海俊傑、陳自瑤、郭少芸、何依婷、張寶兒及康華演出，監製方浤酌。劇集於香港啟德新落成的香港兒童醫院實地取景。
此劇為2021無綫節目巡禮及2021年香港國際影視展推介劇集之一，亦為無綫電視邁向55週年四部台慶劇之一，由及時雨信貸呈獻，亦是TVB New Wings Limited第六部推出的劇集。台灣由OTT平台LiTV 線上影視、myVideo同步上架。中國大陸由埋堆堆及咪咕視頻首播。
此劇於《萬千星輝頒獎典禮2021》獲頒「馬來西亞最喜愛TVB劇集」女主角鍾嘉欣憑此劇奪得「馬來西亞最喜愛TVB女主角」，再度成為大馬視后；馬國明憑此劇奪得「最受歡迎電視男角色」，打破頒獎典禮的記錄，成為在單一獎項獲頒最多次數的藝人；此劇演員姜麗文奪得「飛躍進步女藝員」，此劇在頒獎典禮上一共奪得四獎，成為全晚獲獎最多的劇集。

## 演員表

### 安妮醫院（Princess Anne Hospital）

#### 管理層
| 演員   | 角色   | 暱稱／關係 |
| 杜燕歌 | 梁鼎君 | Wilson、梁教授 院長兼行政總監 況叢昕之師父 於第2集因急性心肌梗塞而逝世 |
| 海俊傑 | 周振堯 | Paul、周院長、周醫生 本劇終極大反派 新任院長兼行政總監 為人下流卑鄙無恥，沒醫德，没人性 為人自己利益，惜牲他人，隻手遮天 林明珠之夫，與其狼狽為奸 況叢昕之天敵 與許甘楓不和 針對「黑Team」 拉攏鍾懷霜，以打壓況叢昕及許甘楓等人及企圖控制安妮醫院及兒科中心 與陳令祖互相勾結 戀棧名利仕途、貪小便宜，為了打壓異己、穩固自己地位及權力，並為達到目的而不擇手段，草菅人命 大部分兒科醫生及護士之不滿對象 於第2集接任院長 於第7集因在颱風下利用醫院專車接送林明珠而遭其他醫護人員及媒體指控其公器私用 於第12集為隱瞞林明珠手術失誤企圖強行阻止文柏熙替病童進行手術，但不果並大鬧手術室 於第13集被況叢昕用大鬧手術室之短片威脅自己同意興建兒科中心，後用麥海琪於徐佳雪手術中違規一事反威脅其 於第16集因收受了麾濤醫療器材公司利益而採購其公司生產的縫合線，繼而間接害死Mike 於第17集向Mr.Khan交代已全面回收兩間醫院內所有麾濤醫療器材公司生產的縫合線並已消滅所有證據 於第22集下令許甘楓停職，麥海琪和郭葆晶降級，由林明珠等人頂上 於第25集被廉政公署拘捕 |
| 周家怡 | 麥海琪 | Kay、麥醫生 新任外科主管／小兒外科副顧問醫生，於第22集降至副顧問醫生 況叢昕之上司兼前女友，與其有感情線，於第22集因誤會而決裂，後和好，並於第25集復合 蘇炳良之妻，於第20集離婚 蘇頤馨之弟婦（20集前） 周振堯之下屬，並不滿其 於第2集被周振堯挑選晉升為外科主管 於第8集答應加入複雜手術團隊「黑Team」 於第11集發現蘇炳良與舊同學Sandra有不尋常關係 於第12集決定答應蘇頤馨之要求將蘇炳良送回加拿大交由其家人照顧 於第15集得知周振堯暗中蒐集自己於徐佳雪手術中違規的證據以威脅況叢昕 於第17集得知況叢昕為了兒科中心同意幫助鍾懷霜銷毀唯一一盒可以證明章以芯清白的麾濤醫療器材公司生產的縫合線，並從況叢昕口中得知當年因鍾懷霜手術失誤而導致林美詩去世及其要求況叢昕協助隱瞞自己醫療失誤的事件經過 於第20集向蘇炳良提出離婚 |
| 李 岡  |        | 前院長（第6集） |

#### 心胸肺外科
| 演員           | 角色   | 暱稱／關係 |
| 呂靜文（青年） | 章以芯 | Eman、阿芯、章醫生 心胸肺外科顧問醫生 前無國界醫生 戴日進、嚴家明之上司 許甘楓之醫學院同期同學兼好友，與其有感情線 況叢昕之醫學院同期同學兼好友，於第18集反目，於第19集和好 郭葆晶之好友 不滿周振堯 經常充當許甘楓及況叢昕之間的調和劑 於第1集從南蘇丹醫院轉到安妮醫院工作 於第5集被發現懷孕，並坦白是借精人工受孕 於第8集答應加入複雜手術團隊「黑Team」 於第14集拒絕許甘楓的示愛，於第25集成為其女友 於第21集產下Heman，但於出生前死亡，一度憶子成狂，於第22集康復 |
| 鍾嘉欣         | 章以芯 | Eman、阿芯、章醫生 心胸肺外科顧問醫生 前無國界醫生 戴日進、嚴家明之上司 許甘楓之醫學院同期同學兼好友，與其有感情線 況叢昕之醫學院同期同學兼好友，於第18集反目，於第19集和好 郭葆晶之好友 不滿周振堯 經常充當許甘楓及況叢昕之間的調和劑 於第1集從南蘇丹醫院轉到安妮醫院工作 於第5集被發現懷孕，並坦白是借精人工受孕 於第8集答應加入複雜手術團隊「黑Team」 於第14集拒絕許甘楓的示愛，於第25集成為其女友 於第21集產下Heman，但於出生前死亡，一度憶子成狂，於第22集康復 |
| 曾航生         | 戴日進 | Ted、戴醫生 心胸肺外科資深醫生 章以芯之下屬 郭葆晶之夫，於第19集反目，於第25集和好 戴維嘉之父 於第3集登場 於第7集因病在手術期間於手術室內暈倒，在經過簡單治療和休息後康復 |
| 林正峰         | 嚴家明 | Duncan、嚴醫生 心胸肺外科基礎專科駐院醫生 章以芯之實習學徒 游芝樺、姚博仁、李穎萱之同期同學 連卓盈之同期同學，并不滿其，後和好 於第3集登場 |

#### 小兒外科
| 演員           | 角色   | 暱稱／關係 |
| 曾展望（青年） | 況叢昕 | Amos、Dr. Fong、況醫生、金星醫生 小兒外科顧問醫生 梁鼎君之徒弟 麥海琪之下屬兼前男友，與其有感情線，於第22集因誤會而決裂，後和好，並於第25集成為其男友 許甘楓、章以芯之醫學院同期同學兼好友，於第18集被後者反目，於第19集和好 周振堯之天敵 多次被鍾懷霜以協助興建兒科中心為由而遭對方利用及操控，後反目 二十年前因許甘楓認為其協助鍾懷霜隱瞞林美詩手術過程中發生失誤而反目 為當年聽從鍾懷霜命令強行隱瞞林美詩死亡之真正原因，並強行將其死亡時間拖延到48小時後而心感內疚 目標爲成立一個小兒外科團隊及成立兒科專科中心，並計劃招攬許甘楓及章以芯加入其團隊 於第2集施計讓許甘楓離開西北醫院加入安妮醫院 於第4集放棄自己及已故梁鼎君研究結果讓周振堯冠名以換取許甘楓的患者成功轉進安妮醫院 於第6集加入倫理評審委員會，但於第19集被鍾懷霜要求而退出 於第8集決定成立複雜手術團隊「黑Team」，並成功邀請許甘楓、章以芯、麥海琪及郭葆晶等人加入 於第13集用周振堯大鬧手術室之短片威脅其同意興建兒科中心，但反被周振堯用麥海琪於徐佳雪手術中違規一事威脅自己 於第17集向麥海琪承認自己當年強行拖延48小時延續林美詩維生以協助鍾懷霜迴避醫療過失責任 於第24集為有關當年林美詩一事向連卓盈道歉，間接令對方得知鍾懷霜當年刻意隱瞞醫療失誤一事 於第25集與許甘楓、鍾懷霜共同做手術，解開多年的心結及與二人正式和好 |
| 馬國明         | 況叢昕 | Amos、Dr. Fong、況醫生、金星醫生 小兒外科顧問醫生 梁鼎君之徒弟 麥海琪之下屬兼前男友，與其有感情線，於第22集因誤會而決裂，後和好，並於第25集成為其男友 許甘楓、章以芯之醫學院同期同學兼好友，於第18集被後者反目，於第19集和好 周振堯之天敵 多次被鍾懷霜以協助興建兒科中心為由而遭對方利用及操控，後反目 二十年前因許甘楓認為其協助鍾懷霜隱瞞林美詩手術過程中發生失誤而反目 為當年聽從鍾懷霜命令強行隱瞞林美詩死亡之真正原因，並強行將其死亡時間拖延到48小時後而心感內疚 目標爲成立一個小兒外科團隊及成立兒科專科中心，並計劃招攬許甘楓及章以芯加入其團隊 於第2集施計讓許甘楓離開西北醫院加入安妮醫院 於第4集放棄自己及已故梁鼎君研究結果讓周振堯冠名以換取許甘楓的患者成功轉進安妮醫院 於第6集加入倫理評審委員會，但於第19集被鍾懷霜要求而退出 於第8集決定成立複雜手術團隊「黑Team」，並成功邀請許甘楓、章以芯、麥海琪及郭葆晶等人加入 於第13集用周振堯大鬧手術室之短片威脅其同意興建兒科中心，但反被周振堯用麥海琪於徐佳雪手術中違規一事威脅自己 於第17集向麥海琪承認自己當年強行拖延48小時延續林美詩維生以協助鍾懷霜迴避醫療過失責任 於第24集為有關當年林美詩一事向連卓盈道歉，間接令對方得知鍾懷霜當年刻意隱瞞醫療失誤一事 於第25集與許甘楓、鍾懷霜共同做手術，解開多年的心結及與二人正式和好 |
| 孔德賢（青年） | 許甘楓 | Johnathan、阿焚、焚爺、許醫生、鬍鬚醫生 小兒外科副顧問醫生，於第24集起兼顧醫學院助理教授 前西北醫院小兒外科醫生 陳珮如之繼子，因誤會而導致關係初時疏離 許鈞諾、許鈞言之同父異母之兄 況叢昕、章以芯之醫學院同期同學兼好友，與後者有感情線 與周振堯不和 年輕時因林美詩手術過程中發生失誤但況叢昕決定為鍾懷霜隱瞞真相而一度反目，現仍然與鍾懷霜不和 於第2集加入安妮醫院 於第3集因麥海琪未能兌現承諾而提出辭職 於第4集因況叢昕成功將其之病人轉院而收回辭職決定 於第8集答應加入複雜手術團隊「黑Team」 於第14集向章以芯示愛，被其拒絕，於第25集成為其男友 於第17集為了奪回唯一能證明章以芯清白的縫合線被劫匪踹傷手掌 於第21集為免章以芯為胎兒夭折之事自責而擅自篡改醫療報告，並因此於第22集被周振堯開除 於第24集被林明珠游說下重返崗位，並加入3D打印研究小組 於第25集與況叢昕、鍾懷霜共同做手術，解開多年的心結及與二人正式和好 |
| 鄭嘉穎         | 許甘楓 | Johnathan、阿焚、焚爺、許醫生、鬍鬚醫生 小兒外科副顧問醫生，於第24集起兼顧醫學院助理教授 前西北醫院小兒外科醫生 陳珮如之繼子，因誤會而導致關係初時疏離 許鈞諾、許鈞言之同父異母之兄 況叢昕、章以芯之醫學院同期同學兼好友，與後者有感情線 與周振堯不和 年輕時因林美詩手術過程中發生失誤但況叢昕決定為鍾懷霜隱瞞真相而一度反目，現仍然與鍾懷霜不和 於第2集加入安妮醫院 於第3集因麥海琪未能兌現承諾而提出辭職 於第4集因況叢昕成功將其之病人轉院而收回辭職決定 於第8集答應加入複雜手術團隊「黑Team」 於第14集向章以芯示愛，被其拒絕，於第25集成為其男友 於第17集為了奪回唯一能證明章以芯清白的縫合線被劫匪踹傷手掌 於第21集為免章以芯為胎兒夭折之事自責而擅自篡改醫療報告，並因此於第22集被周振堯開除 於第24集被林明珠游說下重返崗位，並加入3D打印研究小組 於第25集與況叢昕、鍾懷霜共同做手術，解開多年的心結及與二人正式和好 |
| 郭子豪         | 鄧偉聰 | Larry、鄧醫生 小兒外科專科醫生 敵視文柏熙 視所有同期醫生為競爭對手 伍勵寶之鬥氣冤家，與其有感情線 況叢昕之直屬下屬 |
| 林景程         | 何宗義 | Thomas、何醫生 小兒外科專科醫生 許甘楓之直屬下屬 |
| 孫詠軒（童年） | 文柏熙 | Max、文醫生、靚仔醫生 小兒外科駐院專科醫生 畢業於外國醫科學院 況叢昕之直屬下屬 文志圖、鍾懷霜之子，並與鍾懷霜之間有心結及關係疏離，關係好轉後再反目 與連卓盈有感情線，於第25集成為其男友 伍勵寶之表哥 於第3集登場 於第4集首次主刀，手術後獲許甘楓認可 於第10集成功加入複雜手術團隊 於第13集被醫院內眾人得悉其為鍾懷霜之子 於第17集得知鍾懷霜巧妙運用手段送自己進入黑Team 於第18集與其母鬧翻後情緒出現問題，並頻頻出現手震問題 於第19集被連卓盈發現偷去興奮劑自行服食 於第22集自行上報患情緒病及濫用興奮劑，放無薪假待查，於同集復職但未完全康復 |
| 羅子溢         | 文柏熙 | Max、文醫生、靚仔醫生 小兒外科駐院專科醫生 畢業於外國醫科學院 況叢昕之直屬下屬 文志圖、鍾懷霜之子，並與鍾懷霜之間有心結及關係疏離，關係好轉後再反目 與連卓盈有感情線，於第25集成為其男友 伍勵寶之表哥 於第3集登場 於第4集首次主刀，手術後獲許甘楓認可 於第10集成功加入複雜手術團隊 於第13集被醫院內眾人得悉其為鍾懷霜之子 於第17集得知鍾懷霜巧妙運用手段送自己進入黑Team 於第18集與其母鬧翻後情緒出現問題，並頻頻出現手震問題 於第19集被連卓盈發現偷去興奮劑自行服食 於第22集自行上報患情緒病及濫用興奮劑，放無薪假待查，於同集復職但未完全康復 |
| 何依婷         | 游芝樺 | Esther、游醫生 小兒外科基礎專科駐院醫生 許甘楓之實習學徒，並暗戀其 因兒時遇到一位對自已有耐心的急症室醫生而立志成為醫生，後得知該名醫生為周振堯而大感失望 姚博仁、嚴家明、連卓盈、李穎萱之同期同學 對兒童非常有愛心，經常以不同方式去安慰和照顧年幼病童 於第3集登場 於第11集在後樓梯突然暈倒昏迷 於第12集經診斷後發現其患脊髓動靜脈畸形，但因其病發時未被及時發現並接受手術而導致其下肢暫時無法活動 於第14集一度向麥海琪請辭，但對方沒有把辭職信交去人事部 於第15集在麥海琪及許甘楓的勸告下，收回辭職決定，並於第18集轉到內科繼續專科實習 |
| 林子超         | 姚博仁 | Christopher、姚醫生 小兒外科基礎專科駐院醫生 況叢昕之實習學徒 游芝樺、嚴家明、李穎萱之同期同學 連卓盈之同期同學，并不滿其，後和好 於第3集登場 |

#### 麻醉科
| 演員           | 角色   | 暱稱／關係 |
| 郭少芸         | 郭葆晶 | Joey、Dr. Kwok、郭醫生 麻醉科顧問醫生，於第22集降至副顧問醫生 戴日進之妻，於第19集反目，於第25集和好 戴維嘉之母，希望其到外國留學 章以芯之好友，於第19-20集曾短暫與其同住 連卓盈之直屬上司 於第9集答應加入複雜手術團隊「黑Team」 |
| 趙芯穎（童年） | 連卓盈 | Candice、阿Can、連醫生 麻醉科基礎專科駐院醫生 郭葆晶之實習學徒 連誠武、蘭之養女 原名為林卓盈 與文柏熙有感情線，於第25集成為其女友 當年在其被收養後便與仍住在孤兒院之親姐失去聯絡，後證實其為已去世多年的病童林美詩 姚博仁、嚴家明、李穎萱之同期同學兼不滿對象，後漸漸和好 於第3集登場 於第12集發現游芝樺倒臥梯間，後陪同其到急症室求診 於第15集得悉林美詩是其亡姊 於第23-24集得悉林美詩之死因 於第25集從郭院長的信中發現其姐手術失敗的真相，後原諒鍾懷霜 |
| 張寶兒         | 連卓盈 | Candice、阿Can、連醫生 麻醉科基礎專科駐院醫生 郭葆晶之實習學徒 連誠武、蘭之養女 原名為林卓盈 與文柏熙有感情線，於第25集成為其女友 當年在其被收養後便與仍住在孤兒院之親姐失去聯絡，後證實其為已去世多年的病童林美詩 姚博仁、嚴家明、李穎萱之同期同學兼不滿對象，後漸漸和好 於第3集登場 於第12集發現游芝樺倒臥梯間，後陪同其到急症室求診 於第15集得悉林美詩是其亡姊 於第23-24集得悉林美詩之死因 於第25集從郭院長的信中發現其姐手術失敗的真相，後原諒鍾懷霜 |
| 鄭詠謙         | 莫醫生 | 麻醉科醫生（第1、3、10、16、18集） |

#### 小兒內科
| 演員   | 角色   | 暱稱／關係 |
| 謝芷倫 | 呂芷晴 | Bella、呂醫生 兒科專科醫生 於第3集登場 |
| 黃碧蓮 | 李穎萱 | Hayley、李醫生 兒科基礎專科駐院醫生 呂芷晴之實習學徒 李穎泇之姊，與其不和，後在游芝樺勸說下關係漸有好轉 游芝樺、姚博仁、嚴家明之同期同學 連卓盈之同期同學，并不滿其，後和好 於第3集登場 |
| 蔡誌恩 |        | 兒童深切治療部醫生（第5、15、20集） |

#### 各部門護士
| 演員   | 角色   | 暱稱／關係                                                                                     |
| 伍樂怡 | 伍勵寶 | Bobo、阿寶 兒科病房護士 鍾懷霜之姨甥女 文柏熙之表妹 鄧偉聰之鬥氣冤家，與其有感情線 於第2集登場 |
| 程 皓  |        | 兒童深切治療部護士（第1集起）                                                                  |
| 張詩欣 |        | 急症室護士（第1集起）                                                                          |
| 楊家寶 |        | 急症室護士（第1集起）                                                                          |
| 趙璧渝 |        | 急症室護士（第1集起）                                                                          |
| 李明芙 |        | 手術室護士（第1集起）                                                                          |
| 李芷晴 |        | 手術室護士（第1集起）                                                                          |
| 吳天兒 |        | 手術室護士（第1集起）                                                                          |
| 丁樂鍶 |        | 手術室護士（第1集起）                                                                          |
| 鄧美欣 |        | 手術室護士（第1集起）                                                                          |
| 羅欣羚 |        | 手術室護士（第1集起）                                                                          |
| 梁雯蔚 | 游淼淼 | 兒科病房護士（第2集起）                                                                        |
| 羅毓儀 | 羅日菁 | 兒科病房護士（第2集起）                                                                        |
| 王 菲  | 溫紫彤 | 兒科病房護士（第2集起）                                                                        |
| 蕭麗芠 | 潘珈勤 | 兒科病房護士（第2集起）                                                                        |
| 陳靖雲 |        | 兒科病房護士（第3集起）                                                                        |
| 文雅   |        | 兒科病房護士（第3集起）                                                                        |
| 郭千瑜 |        | 兒科病房護士（第3集起）                                                                        |
| 劉嘉琪 |        | 兒童深切治療部護士（第3集起）                                                                  |
| 朱斐斐 |        | 私家病房護士（第3、15集）                                                                      |
| 陳念君 |        | 兒科病房護士長（第6、15集）                                                                    |
| 曾慧雲 | 劉姑娘 | 手術室護士（第12、15、17、22、24集）                                                           |

#### 其他部門
| 演員   | 角色                           | 暱稱／關係 |
| 區軒瑋 | 龐堅城                         | 龐教授 外科資深醫生 安妮醫院掌權人之一 |
| 郭田葰 | 蕭智龍                         | Dr. Siu、蕭醫生 急症室醫生 |
| 吳瑞庭 | 賴克兢                         | Gary、賴醫生 資深醫生 |
| 陳俊堅 | 任志匡                         | Dr. Yam、任醫生 骨科副顧問醫生 |
| 朱凱婷 | 馬祖賢                         | Janet、馬醫生 婦產科顧問醫生 於第11集登場，醫治徐佳雪 於第21集為章以芯接生，及後拒絕許甘楓要求更改手術記錄但暗示其私下更改，被查問時表示不知情                                            |
| 阮嘉敏 | Zita                           | 婦產科醫生 馬祖賢之下屬 於第22集無意中將許甘楓私下更改章以芯之手術記錄告一事知周振堯 於第24集因其無意地向周振堯透露許甘楓私下更改手術報告一事而向許甘楓道歉，後獲其原諒（第21－22、24集） |
| 胡天佑 | 胡教授                         | 各部門醫生（第1集起） |
| 馮康寧 |                                | 各部門醫生（第1集起） |
| 區偉權 |                                | 各部門醫生（第1集起） |
| 何茜瑩 |                                | 各部門醫生（第1集起） |
| 卓 華  |                                | 各部門醫生（第1集起） |
| 唐家雄 |                                | 各部門醫生（第1集起） |
| 鄭毅邦 |                                | 各部門醫生（第1集起） |
| 陳苑澄 |                                | 司儀（第1－2集） |
| 陳苑澄 | 公關（第11－12、16、18、23集） | |
| 周亦鵬 |                                | 研究生（第2、9、16集） |
| 彭翔翎 |                                | 研究生（第2、9、16集） |
| 黃凱琪 |                                | 研究生（第2、9、16集） |
| 吳綺珊 |                                | 灌注師（第4－7、15集） |
| 沈愛琳 |                                | 灌注師（第15集） |
| 蔡康年 | 卓醫生                         | 醫生（第10集） |
| 利穎怡 | 李文欣                         | Irene 周振堯之秘書（第13、19、21、23－25集） |

### 其他演員
| 演員           | 角色          | 暱稱／關係 |
| 陳自瑤（壯年） | 鍾懷霜        | 本劇大反派，後悔改 Flora、鍾教授 醫學教授／東亞大學醫學院院長／倫理評審會主席 文志圖之妻，因對方有外遇並拋妻棄子而反目 文柏熙之母，並與其之間有心結及關係疏離，關係好轉後再反目 伍勵寶之姨媽 醫術精湛，但權力及掌控欲極強，為求上位不擇手段，以卑鄙手段利用及控制他人 多次以協助興建兒科中心為由以操控及利用況叢昕，後過橋抽板，二人於第19集正式反目 年輕時因涉隱瞞林美詩醫療失誤而與許甘楓不和 與周振堯、林明珠兩夫婦互相勾結 年輕時為了前途而隱瞞林美詩手術意外致死，其對此事一直心存內疚並因此對做同類型手術產生陰影，於第25集得悉當年林美詩手術失敗致死之真正原因是當年手術所用的儀器出現問題 與麾濤醫療器材公司互相勾結 患有坐骨神經痛 於第1集出現，於第4集正式登場 於第13集被醫院內眾人得悉其為文柏熙之母親 於第17集強迫況叢昕隱瞞麾濤醫療器材公司之縫合線品質出現問題，而阻止其將縫合線送往做品質檢驗，並且暗中使計阻止Mr.Khan檢驗其子的屍體來找出其真正死因，企圖隱瞞真相 於第22集為了避免文柏熙因情緒病而濫藥一事影響前程而與周振堯勾結 於第25集提供車Cam影片以證明況叢昕並沒專業失德，後與許甘楓、況叢昕共同做手術，解開多年的心結並獲連卓盈原諒，並揭發陳令祖行賄，後向醫學院提出請辭 |
| 龔慈恩         | 鍾懷霜        | 本劇大反派，後悔改 Flora、鍾教授 醫學教授／東亞大學醫學院院長／倫理評審會主席 文志圖之妻，因對方有外遇並拋妻棄子而反目 文柏熙之母，並與其之間有心結及關係疏離，關係好轉後再反目 伍勵寶之姨媽 醫術精湛，但權力及掌控欲極強，為求上位不擇手段，以卑鄙手段利用及控制他人 多次以協助興建兒科中心為由以操控及利用況叢昕，後過橋抽板，二人於第19集正式反目 年輕時因涉隱瞞林美詩醫療失誤而與許甘楓不和 與周振堯、林明珠兩夫婦互相勾結 年輕時為了前途而隱瞞林美詩手術意外致死，其對此事一直心存內疚並因此對做同類型手術產生陰影，於第25集得悉當年林美詩手術失敗致死之真正原因是當年手術所用的儀器出現問題 與麾濤醫療器材公司互相勾結 患有坐骨神經痛 於第1集出現，於第4集正式登場 於第13集被醫院內眾人得悉其為文柏熙之母親 於第17集強迫況叢昕隱瞞麾濤醫療器材公司之縫合線品質出現問題，而阻止其將縫合線送往做品質檢驗，並且暗中使計阻止Mr.Khan檢驗其子的屍體來找出其真正死因，企圖隱瞞真相 於第22集為了避免文柏熙因情緒病而濫藥一事影響前程而與周振堯勾結 於第25集提供車Cam影片以證明況叢昕並沒專業失德，後與許甘楓、況叢昕共同做手術，解開多年的心結並獲連卓盈原諒，並揭發陳令祖行賄，後向醫學院提出請辭 |
| 康 華          | 林明珠        | Jade、Dr. Lam 本剧第二大反派 畢架山醫院外科主管，於第22集轉職至安妮醫院外科主管 周振堯之妻，與其狼狽為奸 為人下流卑鄙無恥，自以為是，不擇手段地達到目地 蔡思瀚之主診醫生 於第11集交代其替蔡思瀚進行腸道接駁手術後但病人狀況未有好轉而尋求醫學院協助 於第12集被文柏熙發現其於手術中途出現失誤，後其為了名譽而堅決否認，並與其夫合力隱瞞事實，但不果 於第17集交代其與丈夫與麾濤醫療器材公司暗中有利益輸送，並在得知縫合線品質出現問題後馬上銷毀所有證據 於第25集被廉政公署拘捕 |
| 淼             | 陳珮如        | 導遊 許鈞諾、許鈞言之母 許甘楓之繼母，因誤會而關係疏離 於第6集登場 於第11集在章以芯協助下與繼子關係轉好 |
| 關楚耀         | 蘇炳良        | Eric 蘇頤馨之弟 麥海琪之夫 Sandra之舊同學兼情夫 多年前遇上意外後一直昏迷不醒 於第14集由其姊利用醫療專機送返加拿大 於第19集甦醒，並返回香港 於第20集被麥海琪提出離婚 |
| 馮枷茵         | 許鈞諾        | 諾諾 陳珮如之女 許甘楓同父異母之妹 許鈞言之姊 患有多囊性腎病 |
| 鄭曉男         | 許鈞言        | 言仔 陳珮如之子 許甘楓同父異母之弟 許鈞諾之弟 患有多囊性腎病 |
| 陳榮峻         | 郭兆強        | 西北醫院院長（第1、2集） |
| 鍾志光         | 盧志滔        | 西北醫院肝移植中心主管（第1、2集） |
| 衛志豪         | 鄭醫生        | 醫生（第1、6、17、23、25集） |
| 蘇麗明         | 芳            | 西北醫院職員 經常幫許甘楓照顧其弟妹（第1集） |
| 曾琬莎         |               | 西北醫院護士（第1、2集） |
| 林可悅         |               | 西北醫院護士（第1集） |
| 葉凱茵         |               | 護士（第1、6、17、23、25集） |
| 魏韵芝         |               | 護士（第1、6、17、23、25集） |
| 廖家爵         |               | 醫學生（第1、6、9、13、16－18集） |
| 胡美貽         |               | 醫學生（第1、6、9、13、16－18集） |
| 李梓謙         |               | 醫學生（第1、17集） |
| 李梓謙         | 醫生（第6集） | |
| 黃耀煌         |               | 救護員（第1集起） |
| 姚宏遠         |               | 救護員（第1集起） |
| 葉家泓         |               | 救護員（第1集起） |
| 黃穎君         | 健 母         | 莫啟健、莫家敏之母（第1、3集） |
| 江芷銦         | 林美詩        | 阿詩 兒童病人／孤兒 1989年5月8日出生，2001年8月18日去世 連卓盈之親姊，多年前在其妹被收養後與其失去聯絡 林蕙儀之兒童院院友 在接受胰臟腫瘤切除微創手術時脾臟撕裂導致大量出血，被鍾懷霜要求況叢昕拖延至手術完成後四十八小時死亡，後被鍾懷霜指其為心臟停頓失救 於第15集交代連卓盈在林蕙儀口中得知其為自己親姊，去世後一直安葬於兒童院之公共墓地 於第25集交代因其於手術中所使用麾濤醫療器材公司之超聲波止血刀品質有問題並不能止血而導致其最終失救致死（第1－2、6、8－9、16－17、23－25集） |
| 劉宸熙         | 莫啟健        | 健仔 兒童病人 在陪伴莫家敏覆診時被許甘楓發現患有後腹腔畸胎瘤 其後逃離醫院時被車撞倒而需要換肝（第1、3集） |
| 石芯悠         | 莫家敏        | 兒童病人 莫啟健之妹（第1集） |
| 秦敬善         | 張 振         | 兒童病人（第1集） |
| 周筠浩         |               | 病房兒童（第1集） |
| 周穎彤         |               | 病房兒童（第1集） |
| 區永權         | 廖醫生        | 西北醫院兒科醫生（第2集） |
| 黃浩霆         | 崔醫生        | 西北醫院兒科醫生（第2集） |
| 羅頌華         |               | 西北醫院醫生（第2集） |
| 劉天欣         |               | 西北醫院醫生（第2集） |
| 陳偉樂         |               | 西北醫院醫生（第2集） |
| 李明傑         | 霍子德        | 兒童病人（第2集） |
| 陳穎朗         | 尹維維        | 兒童病人（第2集） |
| 章志文         | 喬 父         | 翁巧喬之父（第2－4集） |
| 甄詠珊         | 喬 母         | 翁巧喬之母（第2－4集） |
| 陳卓妍         | 翁巧喬        | 喬喬 青少年病人 青少年長笛家 患有原發性心臟惡性血管肉瘤和肝轉移癌 於第4集進行手術，手術成功完成（第2－4集） |
| 曾穎彥         | 沈貝妮        | 青少年大提琴家 翁巧喬之朋友（第2－4集） |
| 黎鎵諄         | 徐倩柔        | 青少年小提琴家 翁巧喬之朋友（第2－4集） |
| 周麗欣         | 暉 母         | 蔡曉暉之母（第2－4、8集） |
| 黃芷晴         | 蔡曉暉        | 暉暉、院長 兒童病人 2015年1月6日出生 患有橫紋肌肉瘤並二次復發 於第3集從西北醫院轉到安妮醫院的申請被取消 於第4集轉到安妮醫院 於第8集康復出院（第2－5、8集） |
| 蔡國威         | 劉國權        | 安妮醫院榮譽醫生 鄭家富之多年好友（第3集） |
| 劉煒全         | 鄭家富        | 富商／病童父親（第3集） |
| 周嘉全         |               | 鄭家富之助理（第3集） |
| 馬柏濂         | 田思濠        | 兒童病人 患有血友病 於第3集其傷口突然流血不止，但因手術室沒有空位而被迫在病房緊急止血 於第4集交代其因在病房止血而導致細菌感染並送往兒童深切治療病房（第3集） |
| 吳渙禧         | 顏嘉茜        | 兒童病人（第3集） |
| 鄭玉儀         |               | 病童家屬（第4集） |
| 葉曉陽         | 迪 父         | 病童家屬（第4集） |
| 歐陽燕萍       |               | 病童家屬（第4集） |
| 盧海鷹         |               | 病童家屬（第4集） |
| 黃 華          |               | 病童家屬（第4集） |
| 陳明諄         |               | 病房兒童（第4集） |
| 張秀文         | Betsy         | 馮宇光之母 許甘楓之前女友 因管教兒子承受太大壓力並覺得自己不懂做母親而嘗試割脈自殺，幸得許甘楓及時發現制止 第5集交代其已被送往精神科病房接受治療（第4集） |
| 劉家聰         | 馮先生        | Betsy之夫 馮宇光之父（第5集） |
| 鄧英敏         | 譚醫生        | 倫理評審會主席（第5－6、19集） |
| 張韡騰         |               | 倫理評審會委員（第5－6集） |
| 陳振業         |               | 倫理評審會委員（第5－6集） |
| 黎日楠         |               | 倫理評審會委員（第5－6集） |
| 金韋飛         |               | 倫理評審會委員（第5－6集） |
| 徐貫國         |               | 倫理評審會委員（第5－6集） |
| 伍慶華         |               | 倫理評審會委員（第5－6集） |
| 黃耀文         |               | 倫理評審會委員（第5－6集） |
| 陳雅慧         |               | 評審會秘書（第5－6集） |
| 施焯日         | 李沛星        | 星仔 青少年病人 患家族性澱粉樣物多發性神經病變，並因病導致多重器官衰竭 於第6集在麥海琪搶救下恢復心跳，後在許甘楓、況叢昕、章以芯合力下成功完成接受三重器官移植手術（第5－6集） |
| 魏惠文         |               | 李沛星之父（第5集） |
| 祝文君         |               | 李沛星之母 體內有FAP遺傳基因（第5集） |
| 黎康祺         |               | 李沛星之女友（第5集） |
| 梁雋彥         | 侯智豐        | 兒童病人（第5集） |
| 姜麗文         | 羅麗娜        | 何太 病童母親 睿睿之母 於第6集因女兒呼吸困難而前往急診室求醫，但不果 於第7集在強颱風下獲況叢昕協助將病情惡化的睿睿馬上送往急症室，後其女兒被診斷出患有左冠狀動脈源自肺動脈（簡稱：ALCAPA），並接受章以芯建議讓女兒馬上接受手術（第6－7集） |
| 關偉倫         | 郭院長        | 約書亞兒童院院長，已去世 林美詩生前所入住之兒童院院長 鍾懷霜之舊朋友 於十多年前已因肝癌而離世 於第25集交代當年其在得悉林美詩手術失敗致死之真相後曾控告麾濤醫療器材公司，但其最終為了能繼續維持兒童院運作決定收取了一大筆和解費而沒有繼續追究及揭發事件，最後其於去世前將事件所有真相及當年與麾濤簽下之保密協議放入信中並交給連卓盈（第6、8－9、23、25集） |
| 陳戩浩         |               | 醫學生（第6、9、13集） |
| 李龍基         | 連誠武        | 連師父 餐廳老闆 連卓盈之養父 蘭之夫 於第7集其因在十號風球下外出購物而跌倒導致手部骨折，後前往急症室接受治療 於第8集出院（第7－9、17集） |
| 鄭啟泰（青年） | 陳令祖        | 本劇大反派 Henry、陳老闆 麾濤醫療器材公司主席 鍾懷霜之好友，並互相勾結 與周振堯和林明珠互相勾結 Mr.Khan之好友及生意伙伴 只為賺錢，從不理會產品質量，並經常暗示員工 篡改劣質產品的品質報告及研究結果 於第17集交代其暗中使計派人阻止Mr.Khan檢驗其子的屍體企圖隱瞞縫合線有問題導致其子死亡之真相 於第25集交代其因行賄、偽造其公司生產之醫療器材安全數據報告而導致十多宗醫療事故，而被拘捕（第8、23－24集） |
| 煒 烈          | 陳令祖        | 本劇大反派 Henry、陳老闆 麾濤醫療器材公司主席 鍾懷霜之好友，並互相勾結 與周振堯和林明珠互相勾結 Mr.Khan之好友及生意伙伴 只為賺錢，從不理會產品質量，並經常暗示員工 篡改劣質產品的品質報告及研究結果 於第17集交代其暗中使計派人阻止Mr.Khan檢驗其子的屍體企圖隱瞞縫合線有問題導致其子死亡之真相 於第25集交代其因行賄、偽造其公司生產之醫療器材安全數據報告而導致十多宗醫療事故，而被拘捕（第8、23－24集） |
| 朱滙林         | 文志圖        | 記者 文柏熙之亡父 鍾懷霜之亡夫 因有外遇而拋妻棄子，並於多年前離世（第8－9、21、23集） |
| 吳嘉儀         | 劉依莉        | 盧可琳之母 患有結節性硬化症，導致腎臟有巨型腫瘤 況叢昕之前病人 於第8集得悉其女兒的腎臟有腫瘤，為了獲得政府資助而要求許甘楓虛報其女兒之病情，但被拒 於第9集因腫瘤破裂引致內出血休克突然暈倒，搶救期間心臟一度停頓 於第10集因手術期間腦部缺氧時間過長導致腦幹死亡而去世（第8－10集） |
| 林靖文         | 盧可琳        | 琳琳 兒童病人 劉依莉之女 遺傳其母之結節性硬化症 於第8集被診斷出其腎臟有2.5厘米的腫瘤 於第10集進行腫瘤切除手術，後出院（第8－10集） |
| 鄧卓殷         | 李穎泇        | 李穎萱之妹，與其不和，後經游芝樺勸說下和好 張天若之母（第8、15集） |
| 王靖淇         | 張天若        | 兒童病人 李穎泇之女 李穎萱之外甥女 患有缺鐵性貧血（第8、15集） |
| 劉天龍         | 徐滿智        | 徐Sir 約書亞兒童院之社工（第8、15、24集） |
| 譚焯升         |               | 職員（第8、16、21、24集） |
| 徐綽恩         |               | 兒童病人（第8集） |
| 韓馬利         | 蘭            | 餐廳老闆娘 連誠武之妻 連卓盈之養母（第9、17集） |
| 梁珈詠         |               | 洪樂軒之母（第9－10、12集） |
| 簡家麒         |               | 醫生（第9集） |
| 鄧永健         |               | 醫生（第9集） |
| 王鎮泉         |               | 記者（第9、12、16、18集） |
| 吳柏翹         | 洪樂軒        | 軒軒 兒童病人 於第9集因隱瞞沒遵守禁食規定，後於手術中出現食物倒流，經搶救後送到兒童深切治療部 於第11集重新接受疝氣手術 於第12集出院（第9－10、12集） |
| 何洺睿         | 岳子和        | 兒童病人 洪樂軒隔壁床病童，被其在禁食期間偷吃自己巧克力餅乾（第9集） |
| 伍秉君         | 徐教授        | 醫學教授（第9集） |
| 寶珮如         | 蘇頤馨        | 蘇炳良之姊 麥海琪之姑奶，並不滿其 於第10集向麥海琪提出其及家人欲將昏迷的蘇炳良送返加拿大之要求，但被對方婉拒 於第12集發律師信給麥海琪，最後得到對方答應以後一切有關蘇炳良的事宜將交回由其家人處理 於第14集將蘇炳良接回加拿大（第10、12、14、20集） |
| 趙樂賢         |               | 洪樂軒之父（第10、12集） |
| 嘉 駿          |               | 嫦之父（第10集） |
| 曾 敏          |               | 社工 負責處理盧可琳的個案（第10集） |
| 楊柳青         | Sandra        | 蘇炳良之舊同學兼情婦 於第11集到醫院探望蘇炳良，後被麥海琪發現其與蘇炳良有不正當關係（第11集） |
| 朱樂洺         |               | 蔡思瀚之父 吳欣怡之夫（第11、13集） |
| 吳珮如         | 吳欣怡        | 蔡思瀚之母 於第12集交代其簽下手術同意書讓文柏熙替蔡思瀚做手術（第11、13集） |
| 鍾璟堯         | 蔡思瀚        | 嬰兒病人，半歲 患有先天腸道閉鎖 於第11集由於經過手術後病情仍沒有好轉，而在鍾懷霜暗中安排下轉院到安妮醫院 於第12集被發現因林明珠誤將其腸道駁口扭轉縫合導致其不能自行消化食物，後得文柏熙替其將腸道駁口轉回正確位置重新連接而令病情得以好轉 於第13集康復出院（第11－13集） |
| 莫家淦         |               | 導演 為安妮醫院拍攝兒科專題特輯 況叢昕之前街坊（第11－13集） |
| 程浩駿         |               | 副導演（第11－12集） |
| 邵展鵬         |               | 收音師（第11－12集） |
| 黃 欣          |               | 記者（第11－12集） |
| 梁皓楷         | 馮達廣        | 馮家欣之父（第11、23集） |
| 歐陽熹烔       | 司徒靖        | （第11集） |
| 韋家雄         | 雄            | 徐佳雪之父 於第11集得知徐佳雪被檢查出卵巢有腫瘤後，在沒理會其女兒之意願下要求麥海琪幫其女兒進行切除卵巢及子宮之手術 於第12集因其女兒在手術期間對出現惡性高熱並昏迷，其得悉後並因此遷怒於麥海琪 於第13集從其女兒的畫中了解到她想保住胎兒之意願 於第14集同意讓徐佳雪懷孕直到胎兒到達穩定週數後才接受化療（第11－14集） |
| 黃可盈         | 徐佳雪        | 阿雪 青少年病人 雄之女 懷孕八週，同時發現其左邊卵巢有腫瘤，並已擴散至子宮 希望能留住胎兒，但未能與父親達成共識 於第12集其於手術期間出現惡性高熱導致昏迷 於第13集甦醒 於第14集獲其父批准讓其懷孕直到胎兒穩定週數後才接受化療，並於同集出院 出院後仍與麥海琪保持聯絡（第11—14集） |
| 朴沶玧         | 馮家欣        | 許鈞諾、許鈞言之同學（第11、23集） |
| Bitto          | Mr. Khan      | 東亞大學校董會委員 Mike之父親 麾濤醫療器材公司之股東 於第13集打算將自己其中之一肺葉捐給其子作移植，但於第14集檢驗結果顯示其之肺葉不適合捐給兒子 於第15集在聽況叢昕建議後表示他能理解白俊彥父親的感受，所以願意捐出自己一片肺葉給白俊彥作移植之用 被鍾懷霜暗中阻止其兒子進行驗屍 於第16集交代其為麾濤醫療器材公司股東之一，並得知其子去世與公司之縫合線品質有關 於第17集要求周振堯回收所有品牌出現問題之縫合線，並暗中將其中一盒有問題之縫合線交給章以芯後返回印度（第13－17集） |
|                | Mike Khan     | Mr.Khan之子 白俊彥之病友 患有特發性肺纖維化 於第15集獲捐贈屍肺，並進行肺部移植手術後 於第16集因周振堯所購入其父公司之縫合線質量差斷開而導致內出血離世（第13－16集） |
| 楊證樺         | 白仁泰        | 白俊彥之父 （第14－17集） |
| 繆家慶         | Adam          | 義工（第14集） |
| 倪嘉雯         |               | 護士（第14集） |
| 郭卓朗         | 白俊彥        | 彥仔 兒童病人 白仁泰之子 Mike之病友 患有肺動脈高壓 於第15集在Mr. Khan捐贈一片肺葉下成功完成肺部移植 於第17集康復出院（第14－17集） |
| 黃希臨         | 何小玉        | 兒童病人 在出院前一天被發現其腿部患有壞死性筋膜炎 於第16集進行清創手術 於第17集經診斷其經清創手術後成功清除所有細菌，並不需要截肢（第14、16－17集） |
| 羅頌欣         | 林蕙儀        | Carmen 林美詩生前兒童院之院友 於第15集告知連卓盈其姊林美詩已於多年前因病去世（第15集） |
| 尹詩沛         | 何 太         | 何小玉之母（第16－17集） |
| 李偉霆         | 杜 生         | 杜霏晨、杜霏雨之父（第17－18集） |
| 張名雅         | 杜 太         | 杜霏晨、杜霏雨之母（第17－18、22、24－25集） |
| 張本立         | 袁醫生        | Ivan 鍾懷霜之前學徒兼助手，與其相識多年（第17集） |
| 鄭 寶          | 杜霏晨        | 兒童病人 杜霏雨之孿生姐 患有威爾遜症導致肝硬化 於第18集出院 於第22集再度入院 於第24集檢驗報告顯示其肝硬化已經到達第四期，必須換肝（第17－18、22、24－25集） |
| 鄭 貝          | 杜霏雨        | 兒童病人 杜霏晨之孿生妹 患有威爾遜症，導致肝硬化 於第18集出院 於第22集再度入院 於第24集檢驗報告顯示其患有胰腺癌 於第25集得鍾懷霜、況叢昕與許甘楓共同做胰腺腫瘤切除手術（第17－18、22、24－25集） |
| 潘梓鋒         | 何志笙        | 行政會議成員 何知行之父（第18集） |
| 蕭文諾         | 胡日津        | 青少年病人 被文柏熙發現其因吸食大麻，導致患有大麻嘔吐綜合症（第18集） |
| 黎文傑         |               | 店員（第18集） |
| 陳永昌         | 伍永年        | 伍勵寶之父（第19集） |
| 黃雪兒         | 戴維嘉        | Veronica 郭葆晶、戴日進之女（第19集） |
| 李啟傑         |               | 高舜宏之父 因兒子患病而經常與妻子發生爭執（第19－20集） |
| 沈可欣         |               | 高舜宏之母 因兒子患病而經常與丈夫發生爭執（第19－20集） |
| 方哲翷         | 高舜宏        | 宏仔 兒童病人 患有糖尿病，之前曾接受截肢手術（第19－20集） |
| 區明妙         | 白思雅        | Omega、Oh My God（況叢昕、麥海琪專用） 青少年病人，19歲 患有先天性氣管狹窄 因為其使用麾濤醫療器材公司劣質3D打印的支架變形而在街上暈倒，再度入院並需重新接受手術，並需換回舊款支架（第19－25集） |
| 李漫芬         |               | 林劍培之母（第20集） |
| 吳紫韻         |               | 私家看護（第20集） |
| 朱翊天         | 林劍培        | 兒童病人 因肺炎入院，後被發現其帶有第五病病毒（第20集） |
| 朱翊丹         |               | 林劍培之弟 患有第五病（第20集） |
| 郭 淨          |               | 白思雅之父（第21集） |
| 陳建文         | 王民寬        | Raymond 麻醉科科副顧問醫生 於第22集跟隨林明珠跳槽到安妮醫院（第22－25集） |
| 張韋怡         | 林穎慈        | Yvonne 小兒外科副顧問醫生 於第22集跟隨林明珠跳槽到安妮醫院（第22、24－25集） |
| 李善           | 湯浩淦        | Walter 醫生 於第22集跟隨林明珠跳槽到安妮醫院（第22、24集） |
| 姚亦澧         | 張梓立        | Philip 醫生 於第22集跟隨林明珠跳槽到安妮醫院（第22－25集） |
| 何偉業         | 程志斌        | 程念璇之父 曾性侵犯程念璇 於第24集在醫院門外因腦動脈瘤爆裂而突然抽搐痙攣暈倒 於第25集誣告況叢昕故意延遲救援導致其下身癱瘓，並要求其女兒說謊但不果，後因被女兒指控其性侵自己而被捕並押送到羈留病房（第24－25集） |
| 莫偉文         | 崔先生        | 麾濤醫療器材公司前員工 之前將有問題的縫合線暗中交給MrKhan 於第24集告知許甘楓及章以芯有關麾濤公司為賺錢而多次為不合規格新產品偽造測試報告（第24集） |
| 張若希         | 程念璇        | 青少年病人，15歲 因急性闌尾炎入院 手術期間被懷疑曾遭性侵，並因而患上性病 於第24集在其父病發時故事拖延報警時間 於第25集被其父指示誣告況叢昕，後在況叢昕鼓勵下向警方指證其父曾侵犯自己（第24－25集） |
| 崔錦棠         |               | 聆訊小組主席（第25集） |
| 杜大偉         | 趙醫生        | 聆訊小組成員（第25集） |

## 收視
本劇於香港無綫電視翡翠台直播收視之紀錄：
| 週次 | 集數   | 日期                           | 直播收視 | 備註                        |
| 1    | 01－05 | 2021年10月18日－2021年10月22日 | 18.5點   | 第1集七天跨平台總收視23.2點 |
| 2    | 06－10 | 2021年10月25日－2021年10月29日 | 18.9點   |                             |
| 3    | 11－15 | 2021年11月1日－2021年11月5日   | 19.4點   |                             |
| 4    | 16－20 | 2021年11月8日－2021年11月12日  | 19.3點   |                             |
| 5    | 21－24 | 2021年11月15日－2021年11月18日 | 19.9點   |                             |
|      | 25     | 2021年11月22日                 | 22.0點   |                             |
| 全劇 | 全劇   | 全劇                           | 19.4點   |                             |

## 歌曲
| 主唱   | 歌曲                   | 作曲   | 填詞   | 編曲       | 監製           |
| 鍾嘉欣 | 好好珍惜自己（主題曲） | 鍾嘉欣 | 張美賢 | 黃兆銘     | 何哲圖、韋景雲 |
| 菊梓喬 | 我會害怕（片尾曲）     | 張家誠 | 楊熙   | Johnny Yim | 何哲圖、韋景雲 |
| 谷婭溦 | 不敢開口（插曲）       | 何家豪 | 谷婭溦 | Johnny Yim | 何哲圖、劉易昇 |
| 呂喬恩 | Never Too Late（插曲） | 江 暉  | 呂喬恩 | 江 暉      | 江 暉          |

## 獎項及提名

### 萬千星輝頒獎典禮2021
| 年份   | 獎項                      | 單位                       | 結果     |
| ------ | ------------------------- | -------------------------- | -------- |
| 2021年 | 最佳劇集                  | 《星空下的仁醫》           | 最後五強 |
| 2021年 | 馬來西亞最喜愛TVB電視劇集 | 《星空下的仁醫》           | 獲獎     |
| 2021年 | 最佳男主角                | 馬國明                     | 最後五強 |
| 2021年 | 最佳男主角                | 鄭嘉穎                     | 最後五強 |
| 2021年 | 馬來西亞最喜愛TVB男主角   | 鄭嘉穎                     | 最後五強 |
| 2021年 | 馬來西亞最喜愛TVB男主角   | 馬國明                     | 提名     |
| 2021年 | 最佳女主角                | 鍾嘉欣                     | 最後五強 |
| 2021年 | 最佳女主角                | 周家怡                     | 提名     |
| 2021年 | 馬來西亞最喜愛TVB女主角   | 周家怡                     | 提名     |
| 2021年 | 馬來西亞最喜愛TVB女主角   | 鍾嘉欣                     | 獲獎     |
| 2021年 | 最受歡迎電視男角色        | 鄭嘉穎 （許甘楓）          | 最後十強 |
| 2021年 | 最受歡迎電視男角色        | 馬國明 （況叢昕）          | 獲獎     |
| 2021年 | 最受歡迎電視男角色        | 羅子溢 （文柏熙）          | 提名     |
| 2021年 | 最受歡迎電視男角色        | 海俊傑 （周振堯）          | 提名     |
| 2021年 | 最受歡迎電視女角色        | 鍾嘉欣 （章以芯）          | 最後五強 |
| 2021年 | 最受歡迎電視女角色        | 周家怡 （麥海琪）          | 最後十強 |
| 2021年 | 最受歡迎電視女角色        | 何依婷 （游芝樺）          | 提名     |
| 2021年 | 最受歡迎電視女角色        | 張寶兒 （連卓盈）          | 提名     |
| 2021年 | 最佳男配角                | 羅子溢                     | 最後五強 |
| 2021年 | 最佳男配角                | 海俊傑                     | 最後十強 |
| 2021年 | 最佳女配角                | 龔慈恩                     | 最後十強 |
| 2021年 | 最佳女配角                | 何依婷                     | 最後五強 |
| 2021年 | 最佳女配角                | 張寶兒                     | 提名     |
| 2021年 | 飛躍進步男藝員            | 孔德賢                     | 最後十強 |
| 2021年 | 飛躍進步男藝員            | 郭子豪                     | 提名     |
| 2021年 | 飛躍進步男藝員            | 林正峰                     | 最後六強 |
| 2021年 | 飛躍進步男藝員            | 曾展望                     | 提名     |
| 2021年 | 飛躍進步女藝員            | 姜麗文                     | 獲獎     |
| 2021年 | 飛躍進步女藝員            | 何依婷                     | 最後十強 |
| 2021年 | 飛躍進步女藝員            | 羅毓儀                     | 提名     |
| 2021年 | 飛躍進步女藝員            | 呂靜文                     | 提名     |
| 2021年 | 飛躍進步女藝員            | 伍樂怡                     | 提名     |
| 2021年 | 飛躍進步女藝員            | 王菲                       | 提名     |
| 2021年 | 最受歡迎電視歌曲          | 好好珍惜自己（鍾嘉欣主唱） | 最後五強 |
| 2021年 | 最受歡迎電視歌曲          | 我會害怕（菊梓喬主唱）     | 提名     |
| 2021年 | 最受歡迎電視歌曲          | 不敢開口（谷婭溦主唱）     | 最後十強 |
| 2021年 | 最受歡迎電視拍檔          | 鄭嘉穎 、鍾嘉欣            | 最後五強 |
| 2021年 | 最受歡迎電視拍檔          | 馬國明 、周家怡            | 提名     |
| 2021年 | 最受歡迎電視拍檔          | 羅子溢 、張寶兒            | 提名     |
| 2021年 | 最受歡迎電視拍檔          | 龔慈恩 、海俊傑            | 提名     |

### 觀眾在民間電視大獎2021
| 年份   | 獎項               | 單位                   | 結果       |
| ------ | ------------------ | ---------------------- | ---------- |
| 2021年 | 民選最佳劇集       | 《星空下的仁醫》       | 得票第三名 |
| 2021年 | 民選最佳劇本       | 《星空下的仁醫》       | 得票第四名 |
| 2021年 | 民選最佳攝影       | 《星空下的仁醫》       | 得票第四名 |
| 2021年 | 民選最佳男主角     | 鄭嘉穎 （許甘楓）      | 得票第六名 |
| 2021年 | 民選最佳男主角     | 馬國明 （況叢昕）      | 得票第五名 |
| 2021年 | 民選最佳女主角     | 鍾嘉欣 （章以芯）      | 得票第二名 |
| 2021年 | 民選最佳女主角     | 周家怡 （麥海琪）      | 得票第八名 |
| 2021年 | 民選最佳男配角     | 羅子溢 （文柏熙）      | 得票第九名 |
| 2021年 | 民選最佳男配角     | 海俊傑 （周振堯）      | 提名       |
| 2021年 | 民選最佳女配角     | 龔慈恩 （鍾懷霜）      | 提名       |
| 2021年 | 民選最佳女配角     | 何依婷 （游芝樺）      | 提名       |
| 2021年 | 民選飛躍進步男藝員 | 林正峰                 | 提名       |
| 2021年 | 民選飛躍進步女藝員 | 姜麗文                 | 得票第六名 |
| 2021年 | 民選最佳戲劇搭檔   | 鄭嘉穎、馬國明、鍾嘉欣 | 得票第六名 |
| 2021年 | 民選最佳戲劇搭檔   | 鄭嘉穎、鍾嘉欣         | 得票第十名 |
| 2021年 | 民選最佳戲劇搭檔   | 馬國明、周家怡         | 提名       |
| 2021年 | 民選最佳電視歌曲   | 好好珍惜自己           | 得票第五名 |

### 亞洲學院創意獎[10]
| 年份   | 獎項       | 單位             | 結果 |
| ------ | ---------- | ---------------- | ---- |
| 2022年 | 最佳劇集   | 《星空下的仁醫》 | 提名 |
| 2022年 | 最佳男主角 | 馬國明（況叢昕） | 提名 |
| 2022年 | 最佳女主角 | 鍾嘉欣（章以芯） | 提名 |

## 迴響
- 此劇演員的演出備受觀眾關注，包括鍾嘉欣、何依婷、謝芷倫、黃碧蓮等[11]。第7集「先天性心臟病」個案睿睿，獲觀看此劇的網民讚賞情節緊湊及感人，姜麗文的演技獲得好評，被讚出色、有進步、引起共鳴，獲得其兄姜文杰及香港男歌手吳業坤支持[12][13]，該集精華片段通過TVB頻道之一「嗑瓜時間 Happy Hour」被上載至YouTube，曾登上YouTube熱門#13，此劇在中國內地網站豆瓣評分亦持續攀升至9.1。而童星林靖文與吳嘉儀的母女戲亦獲得此劇男主角鄭嘉穎讚賞[14]。翌年，無綫電視宣佈拍攝續集。

## 轶事
- 此剧是郑嘉颖、钟嘉欣、周家怡与无线电视合约结束后首次以自由身方式拍摄无线电视的电视剧，而在现实中鍾的丈夫本身是一名医生。
- 此剧是郑嘉颖（时隔四年)、钟嘉欣（时隔三年)、周家怡（时隔九年)後再度拍摄及编审潘漫红（时隔九年)後再度任编审的无线电视剧集。
- 此剧是郑嘉颖和马国明继《烈火雄心II》、《铁马寻桥》后再度合作。
- 此剧是郑嘉颖、钟嘉欣和郭少芸继《法证先锋II》后再度合作。
- 此剧是马国明和钟嘉欣继《公主嫁到》、《点解阿Sir系阿Sir》后再度合作。
- 此剧是马国明、周家怡、罗子溢和林景程继《On Call 36小时》、《On Call 36小时II》后再度合作。
- 此剧是马国明和罗子溢继《On Call 36小时》、《飛虎》、《恋爱季节》、《冲上云霄II》和《On Call 36小时II》后再度合作。
- 此剧是钟嘉欣和罗子溢继《缺宅男女》、《飛虎II》后再度合作。
- 此剧是龚慈恩和马国明继《使徒行者3》、《寶寶大過天》后再度合作。
- 此剧是马国明继《本草药王》、《无业楼民》、《雷霆第一关》、《公私恋事多》、《红衣手记》、《流金岁月》、《天涯俠醫》、《On Call 36小时》、《On Call 36小时II》和《白色强人》后再度饰演医生。
- 此剧是钟嘉欣继《溏心风暴之家好月圆》和《大药坊》后再度饰演医生。
- 此剧是海俊杰继亚视剧集《香港奇案实录》和无线电视剧《把关者们》后第三度饰演反派。

## 外部連結
- 北美TVB網上串流平台 免費點播《星空下的仁醫》- https://tvbanywherena.com/cantonese/series/2066-KidsLivesMatter （页面存档备份，存于）
- 台慶劇《星空下的仁醫》醫者童心 奇蹟降臨 - TVB Weekly （页面存档备份，存于）
- 台慶劇《星空下的仁醫》首播 鄭嘉穎、馬國明與小演合作似打游擊 - TVB Weekly （页面存档备份，存于）
- YouTube上的星空下的仁醫｜兒科醫生 以小見大
- 豆瓣电影上《星空下的仁醫》的資料 （简体中文）

## 電視節目的變遷
| 香港 無綫電視翡翠台／ 澳門 TVB Anywhere翡翠台 星期一至五 21:30－22:30 · 11月19日 暫停播映 | 香港 無綫電視翡翠台／ 澳門 TVB Anywhere翡翠台 星期一至五 21:30－22:30 · 11月19日 暫停播映 | 香港 無綫電視翡翠台／ 澳門 TVB Anywhere翡翠台 星期一至五 21:30－22:30 · 11月19日 暫停播映 |
| ----------------------------------------------------------------------------------------- | ----------------------------------------------------------------------------------------- | ----------------------------------------------------------------------------------------- |
|                                                                                           | 星空下的仁醫 （2021年10月18日－2021年11月22日）                                           |                                                                                           |
| 把關者們 （2021年9月13日－2021年10月16日）                                                | 拳王 （2021年11月23日－2021年12月25日）                                                   |                                                                                           |

| 马来西亚 Astro AOD 星期一至五 21:30－22:30 · 11月19日 暫停播映 | 马来西亚 Astro AOD 星期一至五 21:30－22:30 · 11月19日 暫停播映 | 马来西亚 Astro AOD 星期一至五 21:30－22:30 · 11月19日 暫停播映 |
| -------------------------------------------------------------- | -------------------------------------------------------------- | -------------------------------------------------------------- |
|                                                                | 星空下的仁醫 （2021年10月18日－2021年11月22日）                |                                                                |
| 把關者們 （2021年9月13日－2021年10月16日）                     | 拳王 （2021年11月23日－2021年12月25日）                        |                                                                |

| 马来西亚、 菲律賓 翡翠台 星期一至五 21:30－22:30 · 11月19日 暫停播映 | 马来西亚、 菲律賓 翡翠台 星期一至五 21:30－22:30 · 11月19日 暫停播映 | 马来西亚、 菲律賓 翡翠台 星期一至五 21:30－22:30 · 11月19日 暫停播映 |
| -------------------------------------------------------------------- | -------------------------------------------------------------------- | -------------------------------------------------------------------- |
|                                                                      | 星空下的仁醫 （2021年10月18日－2021年11月22日）                      |                                                                      |
| 把關者們 （2021年9月13日－2021年10月16日）                           | 拳王 （2021年11月23日－2021年12月25日）                              |                                                                      |

| 翡翠台香港時區 星期一至五 21:30－22:30 11月19日 暫停播映 | 翡翠台香港時區 星期一至五 21:30－22:30 11月19日 暫停播映 | 翡翠台香港時區 星期一至五 21:30－22:30 11月19日 暫停播映 |
| -------------------------------------------------------- | -------------------------------------------------------- | -------------------------------------------------------- |
|                                                          | 星空下的仁醫 （2021年10月18日－2021年11月22日）          |                                                          |
| 把關者們 （2021年9月13日－2021年10月16日）               | 拳王 （2021年11月23日－2021年12月25日）                  |                                                          |

| 新加坡翡翠台 星期一至五 21:30－22:30 · 11月19日 暫停播映 | 新加坡翡翠台 星期一至五 21:30－22:30 · 11月19日 暫停播映 | 新加坡翡翠台 星期一至五 21:30－22:30 · 11月19日 暫停播映 |
| -------------------------------------------------------- | -------------------------------------------------------- | -------------------------------------------------------- |
|                                                          | 星空下的仁醫 （2021年10月18日－2021年11月22日）          |                                                          |
| 把關者們 （2021年9月13日－2021年10月16日）               | 拳王 （2021年11月23日－2021年12月25日）                  |                                                          |

| 美国 TVB1 星期一至五 劇場 東岸時間 21:00－22:00 · 11月19日 暫停播映      | 美国 TVB1 星期一至五 劇場 東岸時間 21:00－22:00 · 11月19日 暫停播映 | 美国 TVB1 星期一至五 劇場 東岸時間 21:00－22:00 · 11月19日 暫停播映 |
| ------------------------------------------------------------------------ | ------------------------------------------------------------------- | ------------------------------------------------------------------- |
|                                                                          | 星空下的仁醫 （2021年10月18日－2021年11月22日）                     |                                                                     |
| 把關者們 （2021年9月13日－2021年10月16日）                               | 拳王 （2021年11月23日－2021年12月25日）                             |                                                                     |
| 美国 TVBSF 星期一至五 黃金劇場 西岸時間 22:00－23:00 · 11月19日 暫停播映 |                                                                     |                                                                     |
| 把關者們 （2021年9月13日－2021年10月16日）                               | 星空下的仁醫 （2021年10月18日－2021年11月22日）                     | 拳王 （2021年11月23日－2021年12月25日）                             |

| 美国 TVB LA 星期一至五 黃金劇場 西岸時間 22:00－23:00 美国 TVBJ1 星期一至五 黃金劇場 · 時東岸間 22:00－23:00 · 西岸時間 19:00－20:00 | 美国 TVB LA 星期一至五 黃金劇場 西岸時間 22:00－23:00 美国 TVBJ1 星期一至五 黃金劇場 · 時東岸間 22:00－23:00 · 西岸時間 19:00－20:00 | 美国 TVB LA 星期一至五 黃金劇場 西岸時間 22:00－23:00 美国 TVBJ1 星期一至五 黃金劇場 · 時東岸間 22:00－23:00 · 西岸時間 19:00－20:00 |
| --- | --- | --- |
| | 星空下的仁醫 (2022年5月31日－2022年7月4日)                                                                                           | |
| 七公主 (2022年4月25日－2022年5月30日)                                                                                                | 拳王 (2022年7月5日－2022年8月8日) | |

| 加拿大 新時代電視2高清台 西岸時間／溫哥華 星期一至五 17:30－18:30 · 11月19日 暫停播映 | 加拿大 新時代電視2高清台 西岸時間／溫哥華 星期一至五 17:30－18:30 · 11月19日 暫停播映 | 加拿大 新時代電視2高清台 西岸時間／溫哥華 星期一至五 17:30－18:30 · 11月19日 暫停播映 |
| ------------------------------------------------------------------------------------- | ------------------------------------------------------------------------------------- | ------------------------------------------------------------------------------------- |
|                                                                                       | 星空下的仁醫 （2021年10月18日－2021年11月22日）                                       |                                                                                       |
| 把關者們 （2021年9月13日－2021年10月16日）                                            | 拳王 （2021年11月23日－2021年12月25日）                                               |                                                                                       |
| 東岸時間／多倫多 星期一至五 20:30－21:30 11月19日 暫停播映                            |                                                                                       |                                                                                       |
| 把關者們 （2021年9月13日－2021年10月16日）                                            | 星空下的仁醫 （2021年10月18日－2021年11月22日）                                       | 拳王 （2021年11月23日－2021年12月25日）                                               |

| 澳洲 翡翠台 星期二至六 21:30－22:30 11月20日 暫停播映 | 澳洲 翡翠台 星期二至六 21:30－22:30 11月20日 暫停播映 | 澳洲 翡翠台 星期二至六 21:30－22:30 11月20日 暫停播映 |
| ----------------------------------------------------- | ----------------------------------------------------- | ----------------------------------------------------- |
|                                                       | 星空下的仁醫 （2021年10月19日－2021年11月23日）       |                                                       |
| 把關者們 （2021年9月14日－2021年10月17日）            | 拳王 （2021年11月24日－2021年12月26日）               |                                                       |

| 新加坡 HUB娛家戲劇台 劇集首映 星期一至五 20:00－21:00 | 新加坡 HUB娛家戲劇台 劇集首映 星期一至五 20:00－21:00 | 新加坡 HUB娛家戲劇台 劇集首映 星期一至五 20:00－21:00 |
| ----------------------------------------------------- | ----------------------------------------------------- | ----------------------------------------------------- |
|                                                       | 星空下的仁醫 （2022年3月15日－2022年4月18日）         |                                                       |
| 把關者們 （2022年2月4日－2022年3月14日）              | 拳王 （2022年4月19日－2022年5月23日）                 |                                                       |

| 新加坡 新傳媒8頻道 星期一至五 21:00－22:00 · （电视播出华语版，电视台网站 www.mewatch.sg 提供华粤双语版本） | 新加坡 新傳媒8頻道 星期一至五 21:00－22:00 · （电视播出华语版，电视台网站 www.mewatch.sg 提供华粤双语版本） | 新加坡 新傳媒8頻道 星期一至五 21:00－22:00 · （电视播出华语版，电视台网站 www.mewatch.sg 提供华粤双语版本） |
| --- | --- | --- |
| | 星空下的仁醫 （2022年6月13日－2022年7月15日）                                                               | |
| 寄生 （2022年5月16日－2022年6月10日）                                                                       | 你的世界我们懂 （2022年7月18日－2022年8月12日）                                                             | |
| 星期一至四 15:30－16:30（重播)                                                                              | | |
| 陀枪师姐2021 （2022年11月28日－2023年1月17日）                                                              | 星空下的仁醫 （2023年1月18日－2023年3月6日）                                                                | 骊歌行 （2023年3月7日－2023年7月3日）                                                                       |

| 马来西亚 八度空间 TVB之最 星期一至五 19:00-19:58 | 马来西亚 八度空间 TVB之最 星期一至五 19:00-19:58     | 马来西亚 八度空间 TVB之最 星期一至五 19:00-19:58  |
| ------------------------------------------------ | ---------------------------------------------------- | ------------------------------------------------- |
|                                                  | 星空下的仁医 (2022年9月1日—2022年10月5日)            |                                                   |
| 把关者们 (2022年7月26日—2022年8月31日)           | 换命真相 (2022年10月6日—2022年11月9日)               |                                                   |
| 星期一至五 13:00-14:00                           |                                                      |                                                   |
| 把关者们（重播） （2023年3月10日—2023年4月17日） | 星空下的仁医（重播） （2023年4月18日—2023年5月22日） | 换命真相 （重播） （2023年5月23日—2023年6月26日） |